# أليكسيي أليكسييفتش أبريكوسوف
أليكسيي أليكسييفتش أبريكوسوف (بالروسية: Алексе́й Алексе́евич Абрико́сов)، (مواليد 25 يونيو 1928 في موسكو - 29 مارس 2017) هو عالم روسي حاصل على جائزة نوبل في الفيزياء سنة 2003. فيزيائي روسيا، برز في مجال الفيزياء النظرية. أهم إسهاماته، في مجال فيزياء المواد المكثفة. بريكوسوف يدين بالديانة اليهودية.

## حياته المهنية
تخرج أبريكوسوف من جامعة موسكو الحكومية عام 1948. من العام 1948 حتي عام 1965, عمل في مؤسسة لحل المشاكل الفيزيائية (بالإنجليزية: Institute for Physical Problems)‏، التابعة لأكاديمية الاتحاد السوفيتي للعلوم (بالإنجليزية: USSR Academy of Sciences)‏، التي من خلالها حصل علي درجة الدكتوراة في عام 1951، وذلك في نظريته للانتشار الحراري في البلازما. بعد ذلك حصل علي الدكتوراة في العلوم الفيزيائية والرياضية، وذلك في عام 1955، وذلك في مجال الإليكتروديناميكا الكمية (بالإنجليزية: quantum electrodynamics)‏، في حالة الطاقات العالية. بعد ذلك وخلال العامين 1965 و1988 عمل أبريكوسوف في مؤسسة لاندوا للفيزياء النظرية، التابعة أيضا لأكاديمية الاتحاد السوفيتي للعلوم. بعد ذلك عمل أستاذا جامعيا في جامعة موسكو وذلك منذ عام 1965.
خلال العامين 1987 و 1981 عمل كباحث أكاديمي في أكاديمية الاتحاد السوفيتي للعلوم، ومنذ عام 1991 عمل كباحث أكاديمي في الأكاديمية الروسية للعلوم. منذ عام 1991 عمل في مجال علم المواد في معمل أرجون الوطني بولاية إليانوس بالولايات المتحدة الأمريكية وذلك بالتعاقد مع المعمل. حصل علي الجنسية الأمريكية وبذلك يصبح مواطنا أمريكيا ومواطنا روسيا.

## الجوائز الحائز عليها
- حصل علي وسام لينين وذلك في عام 1966.
- حصل علي وسام الاتحاد السوفيتي في عام 1982.
- حصل علي جائزة فريتز لندن في عام 1972.
- حصل علي جائزة نوبل بالمشاركة مع كل من فيتالي جانزبيرج وأنتوني جيمس ليجيت عام 2003.

## روابط خارجية
- أليكسيي أليكسييفتش أبريكوسوف على موقع الموسوعة البريطانية (الإنجليزية)
- أليكسيي أليكسييفتش أبريكوسوف على موقع مونزينجر (الألمانية)
- أليكسيي أليكسييفتش أبريكوسوف على موقع إن إن دي بي (الإنجليزية)